# Creolandreva crypta
Creolandreva crypta är en insektsart som beskrevs av Hugel 2009. Creolandreva crypta ingår i släktet Creolandreva och familjen syrsor. Inga underarter finns listade i Catalogue of Life.